# Servicii medicale de urgență
Serviciile medicale de urgență(SME), cunoscute și sub numele de servicii de ambulanță sau servicii paramedicale, sunt servicii de urgență care asigură tratament pre-spitalicesc de urgență, stabilizare pentru boli grave, leziuni, transport pacient. Acestea pot fi cunoscute ca echipă de prim ajutor, echipă FAST, , echipă de urgență, echipă de ambulanță , corp de ambulanță, echipă de salvare, sau cu inițiale EMAS sau EMARS.
În majoritatea locurilor, SME poate fi solicitat  de către populație, (companii și autorități) printr-un număr de telefon de urgență care este specific fiecărei țări, Ambulanțele sunt principalele vehicule pentru transport bolnavi în EMS, deși unele folosesc și mașini , motociclete , aeronave sau bărci. În plus, agențiile EMS au servicii de urgență, care au echipe de primă intervenție pentru diferite intervenții (accidente de circulație(descarcerare) și acordare a primului ajutor), salvare din spații închise(canalizare, silozuri),  salvări din apă a persoanelor, etc..

## Organizare
În funcție de țară, zonă, sau nevoile clinice, serviciile medicale de urgență pot fi furnizate de unul sau mai multe organizații sub diferite forme. Această variație poate duce la diferențe mari în nivelurile de îngrijire și domeniul de practică preconizat. În unele țări este reglementat cine poate lucra la ambulanță, să fie calificat, sau nivelul de pregătire. 
Serviciul de ambulanță guvernamental
În Statele Unite, serviciile de ambulanță furnizate de un guvern local sunt adesea denumite „al treilea serviciu” EMS (departamentul de pompieri, departamentul de poliție și EMS separat care formează un trio de servicii de urgență) de către angajații serviciului menționat, precum și de alte oficialii orașului și locuitorii. 
Serviciu legat de pompieri sau poliție
În țări precum Statele Unite, Japonia, Franța și părți din India, ambulanțele pot fi operate de serviciile locale de pompieri sau de poliție. EMS bazat pe incendiu este cel mai comun model în Statele Unite, unde aproape toate departamentele de pompieri urbane oferă EMS și majoritatea serviciilor de ambulanță de urgență din orașele mari fac parte din departamentele de pompieri.
Serviciu de ambulanță de caritate
Organizațiile de caritate sau companiile non-profit operează unele servicii medicale de urgență. Aceștia sunt în primul rând angajați din voluntari, deși unii au angajați sunt plătiți. Acestea pot fi legate de un serviciu de pompieri voluntar, iar unii voluntari pot furniza ambele servicii. Unele organizații caritabile de ambulanță sunt specializate în asigurarea acoperirii la adunări și evenimente publice(de exemplu, evenimente sportive), în timp ce altele oferă îngrijire comunității mai largi.
Mișcarea Internațională Crucea Roșie și Semiluna Roșie este cea mai mare organizație caritabilă din lume care oferă medicamente de urgență, (în unele țări, funcționează ca un serviciu privat de ambulanță). Alte organizații includ St John Ambulance the Order of Malta Ambulance Corps and Hatzalah, , Ordinul de Malta Ambulanta Corpului și Hatzalah, precum și mici agențiile locale de voluntari.
Serviciul de ambulanță privată
Unele ambulanțe sunt operate de companii comerciale cu angajați plătiți, de obicei pe baza unui contract cu guvernul local sau național, rețelele de spitale, instituțiile de îngrijire a sănătății și companiile de asigurări.
Serviciu de urgență combinat
Acestea sunt agenții de servicii de urgență cu servicii complete, care pot fi găsite în locuri precum aeroporturi sau colegii și universități mari. Caracteristica lor cheie, este că tot personalul este instruit nu numai în îngrijirea ambulanței(EMT), ci și ca pompier și ofițer pentru pace(funcția de poliție).
Serviciu bazat pe spitale
Spitalele își pot oferi propriul serviciu de ambulanță ca serviciu către comunitate acestea pot fi taxabile. Utilizarea lor depinde de utilizarea serviciilor spitalului care furnizează servicii.

## Personal
Personalul de ambulanță este în general profesionist. în unele țări, verificarea  lor este realizată prin instruire, testare, etc. În timp ce aceste funcții sunt protejate de legislație în unele țări, această protecție nu este nicidecum universală și oricine s-ar putea numi, de exemplu, „EMT” sau „paramedic”, indiferent de formarea lor sau de lipsa acesteia. În unele jurisdicții, atât tehnicienii, cât și paramedicii pot fi definiți în continuare de mediul în care își desfășoară activitatea, inclusiv denumiri precum „Wilderness”, „Tactical”, etc.